# Hjerteknuseren (film fra 1924)
Hjerteknuseren (originaltitel The Heart Bandit) er en amerikansk stumfilm fra 1924 af Oscar Apfel.

## Medvirkende
- Viola Dana som Molly O'Hara
- Milton Sills som John Rand
- Gertrude Claire som Mrs. Rand
- Wallace MacDonald som 'Spike' Malone
- Bertram Grassby som Ramón Orestest Córdova
- DeWitt Jennings som Pat O'Connell
- Nelson McDowell som Jenks
- Matthew Betz som Monk Hinman
- Edward Wade som Silas Wetherbee